# 勒德蘭縣
勒德蘭縣（英語：Ratlam District）是印度的一個縣，位於該國中部，由中央邦負責管轄，面積4,861平方公里，識字率為68.03%，人口在2001至2011年期間增長19.67%，2011年人口1,454,483，人口密度每平方公里299人。
23°19′48″N 75°02′24″E / 23.33000°N 75.04000°E